# Monogramma di Cristo

Schema del Monogramma di Cristo, emblema del Sole e dei suoi raggi

Il monogramma di Cristo o Chi Rho (o Chrismon) è una combinazione di lettere dell'alfabeto greco, che formano una abbreviazione del nome di Cristo. Di natura solare, spesso iscritto in un cerchio con più raggi che rammenta la ruota cosmica derivante dagli antichi emblemi solari dell'Egitto, viene tradizionalmente usato come simbolo cristiano ed è uno dei principali cristogrammi.
In Unicode il simbolo chi-rho corrisponde a U+2627 (☧).

## Caratteristiche

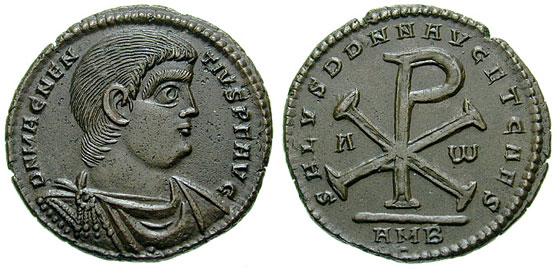
Moneta di Magnenzio (350-353) recante al rovescio il crismon

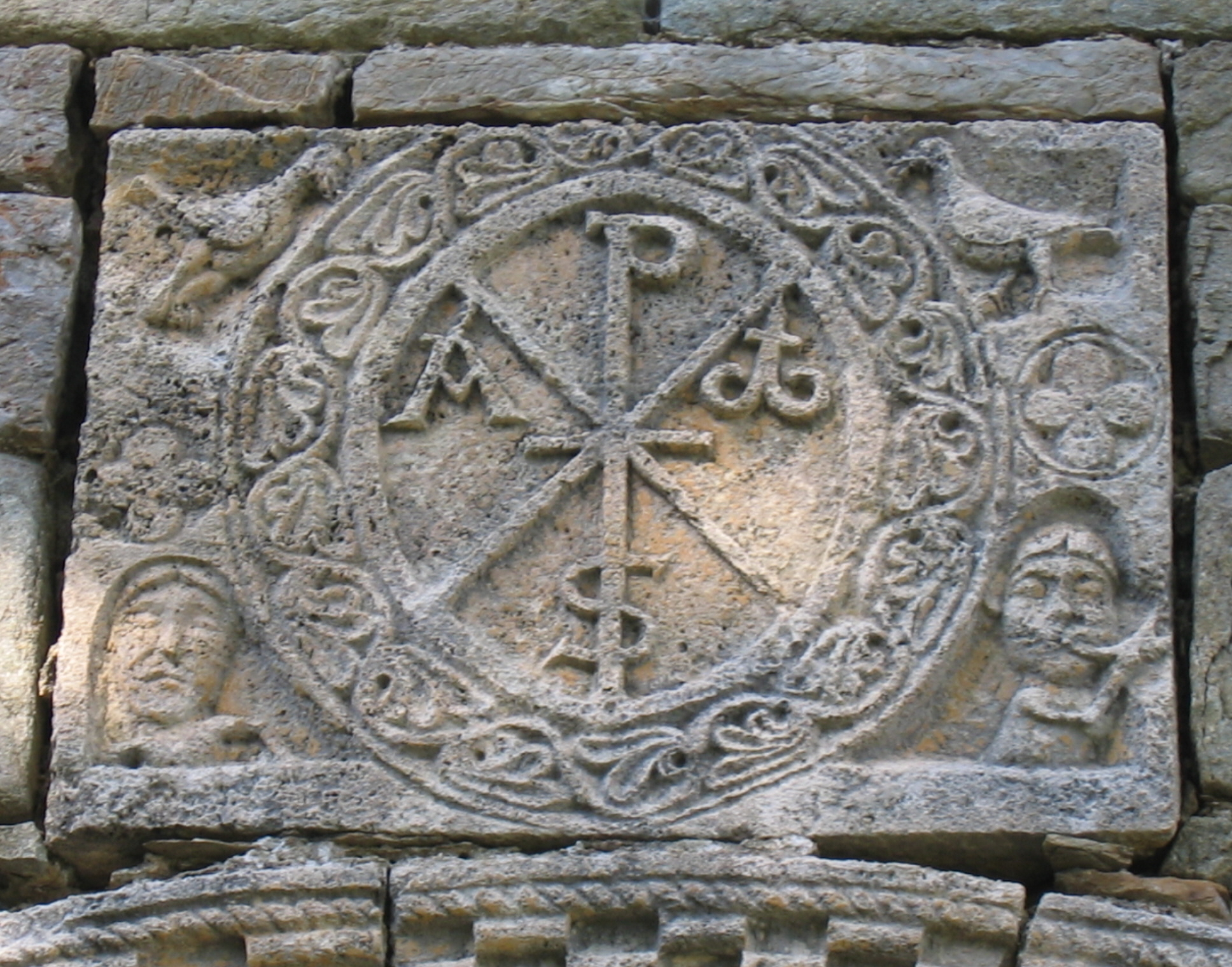
Scultura romanica in Santa Maria de l'Assumpció de Cóll, La Vall de Boí, Spagna

Il simbolo si compone di due grandi lettere sovrapposte, la 'X' e la 'P'. Corrispondono, rispettivamente, alla lettera greca 'χ' ('chi', che si legge kh, aspirata) e 'ρ' ('rho', che si legge r).
Queste due lettere sono le iniziali della parola 'Χριστός' (Khristòs), l'appellativo di Gesù, che in greco significa "unto" e traduce l'ebraico "messia".
Ai lati di queste due lettere, se ne trovano molto spesso altre due: una 'α' ed un 'ω', alfa ed omega, prima ed ultima lettera dell'alfabeto greco, usate come simbolo del principio e della fine.

La scelta si rifà all'Apocalisse di Giovanni (21,6): 
Le due lettere, quindi, alludono alla divinità di Dio
Talvolta sotto la gamba della P si trova una S, ultima lettera del nome 'Χριστός'. Attorno al monogramma viene inoltre disegnata una corona d'alloro, segno di vittoria. In questa forma il simbolo si presta a interpretazioni più complesse: se la lettera S è vista come un serpente trafitto dalla gamba della P, il simbolo commemora la vittoria di Dio e sul male.

## Origine

### Uso precristiano
L'uso di fondere le lettere chi e rho dell'alfabeto greco in un unico monogramma precede il cristianesimo. Sotto il governo dei Tolomei in Egitto tale monogramma fu utilizzato come abbreviazione dell'aggettivo "chrēstós" ('Χρηστός') = "buono" e venne ampiamente diffuso quando fu impresso su delle monete bronzee coniate in grande numero da Tolomeo III Evergete.

### Uso cristiano
L'utilizzo del Monogramma come simbolo cristologico ha origine nella parte orientale dell'Impero romano, nella quale la lingua usata, e quindi l'alfabeto, era quella greca. 
Il monogramma di Cristo non compare sui primi monumenti cristiani, e inizia a trovarsi a partire dal III secolo in contesti di uso privato, soprattutto su sarcofagi cristiani.
La sua diffusione pubblica è successiva all'editto di Milano, con cui l'imperatore Costantino I permise per la prima volta il culto pubblico del Cristianesimo e quindi permise pure che il Monogramma apparisse anche sulle chiese e basiliche cristiane. Il monogramma comparve anche sulle monete coniate da Costantino nel periodo 322-333 e dall'epoca di Costantino fu impresso sugli stendardi militari di tutti gli imperatori cristiani romani e bizantini.

## La visione di Costantino

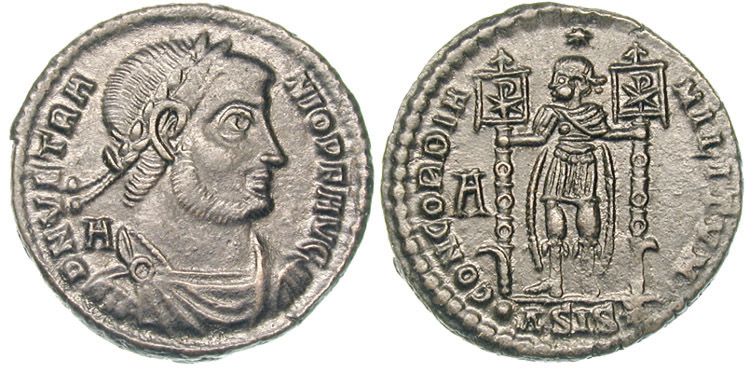
Moneta raffigurante il cesare illirico Vetranione; sul rovescio, regge due labari con l'insegna di Costantino

Secondo gli storici cristiani del IV secolo, l'Imperatore romano Costantino I pose il monogramma di Cristo sul labaro, lo stendardo militare imperiale, che doveva precedere l'esercito in battaglia.
Le circostanze, però, di questa scelta non sono chiare sia perché i resoconti degli storici non sono concordi, sia perché l'adesione pubblica di Costantino al cristianesimo fu un processo graduale, condizionato probabilmente anche dall'opportunità politica, e non una transizione istantanea, come emergerebbe dai racconti storici. 

Nel capitolo XLIV del suo De mortibus persecutorum ("Come muoiono i persecutori") Lattanzio, il precettore del figlio di Costantino, afferma che Costantino lo avrebbe creato dopo aver ricevuto in sogno alla vigilia della battaglia al Ponte Milvio l'ordine di apporre sugli scudi dei suoi soldati un "segno celeste di dio". Al termine della giornata le sue schiere prevalsero.
Scrivendo in greco, Eusebio di Cesarea diede due versioni aggiuntive della famosa visione di Costantino:
- Secondo la Historia ecclesiae ("Storia della chiesa"), l'imperatore ebbe la visione in Gallia, mentre tornava a Roma, molto prima della battaglia con Massenzio: la frase così come viene da lui resa era "ἐν τούτῳ νίκᾳ"; letteralmente, "Con questo, vinci!" (la traduzione "In questo..." non rende sufficientemente il significato strumentale che la proposizione ἐν aveva assunto a partire dal periodo ellenistico).
- In una successiva memoria agiografica dell'imperatore, che Eusebio scrisse dopo la morte di Costantino ("Sulla vita di Costantino", ca. 337‑339), l'apparizione miracolosa avvenne quando gli eserciti si incontrarono sul Ponte Milvio. In quest'ultima versione l'imperatore aveva meditato sulla questione logica delle sfortune che accadono agli eserciti che invocano l'aiuto di molti dei, e decise di cercare l'aiuto divino per l'imminente battaglia, dal "Solo Dio". A mezzogiorno Costantino vide una croce di luce sovrimpressa al Sole. Attaccata ad essa c'era la scritta In hoc signo vinces. Non solo Costantino, ma l'intera armata, avrebbe visto il miracolo.

Per giustificare la nuova versione degli eventi, Eusebio scrisse nella Vita che Costantino stesso gli aveva raccontato questa storia "e la confermò con dei giuramenti", in tarda età "quando fui ritenuto degno della sua conoscenza e compagnia". "In effetti", dice Eusebio, "avesse raccontato questa storia chiunque altro, non sarebbe stato facile accettarla". Lo storico Ramsey MacMullen, moderno biografo di Costantino, spiega: 
Tra i molti soldati raffigurati sull'Arco di Costantino, che venne eretto solo tre anni dopo la battaglia, il labarum non compare, né è presente alcun indizio della miracolosa affermazione di protezione divina che era stata testimoniata, dice Eusebio, da così tanti. Se si crede al racconto di Eusebio sarebbe andata sprecata inspiegabilmente una grandiosa opportunità per il tipo di propaganda politica che l'Arco era stato espressamente costruito per presentare. La sua iscrizione dice che l'imperatore aveva salvato la res publica INSTINCTU DIVINITATIS MENTIS MAGNITUDINE ("per istinto [o impulso] della divinità e per grandezza della mente"). Quale divinità non viene specificato, anche se Sol Invictus— il Sole Invincibile (identificabile anche con Apollo o Mitra)— è iscritto sul conio costantiniano del periodo.
Nel suo Historia ecclesiae Eusebio riporta inoltre che, dopo la sua entrata vittoriosa a Roma, Costantino fece erigere una statua che lo raffigurava, "reggente il segno del Salvatore [la croce] nella sua mano destra." Non ci sono altri resoconti che confermino un così evidente monumento.
Costantino, inoltre, continuò a fregiarsi del titolo di Pontifex Maximus, ovvero di massimo esponente della religione pagana (come d'altronde fecero tutti gli imperatori cristiani nei decenni successivi). Molti oggi deducono da ciò che egli non si fosse mai davvero interessato spiritualmente al cristianesimo come creduto dai più, ma che egli avesse solo un interesse politico verso questa religione e, quindi, che il labarum non fosse un simbolo cristiano.
L'interpretazione del suo uso come un simbolo specificatamente cristiano è comunque rafforzata dal fatto che l'imperatore Giuliano lo rimosse dalle sue insegne e che fu ristabilito solo dai suoi successori cristiani.

## Nelle chiese protestanti
I cristiani protestanti, in particolare i restaurazionisti, rifiutano il suo uso perché non utilizzato dai primi cristiani e poiché credono sia di origine pagana, vedendolo come un simbolo del dio sole.

## Altri usi
1. Collegamento con il cognome Rota[9]
2. Il Crismon viene utilizzato anche in araldica con il nome labaro di Costantino.[senza fonte]